# عکاس (فیلم)
«عکاس» (انگلیسی: Photographer (film)) یک فیلم است که در سال ۲۰۰۶ منتشر شد.